# العلاقات السودانية الإريترية
العلاقات السودانية الإريترية هي العلاقات الثنائية التي تجمع بين السودان وإريتريا.

## مقارنة بين البلدين
هذه مقارنة عامة ومرجعية للدولتين:
| وجه المقارنة                                              | السودان                     | إريتريا                                      |
| --------------------------------------------------------- | --------------------------- | -------------------------------------------- |
| المساحة (كم2)                                             | 1.89 مليون                  | 117.60 ألف                                   |
| عدد السكان (نسمة)                                         | 40.53 مليون                 | 6.33 مليون                                   |
| الكثافة السكانية (ن./كم²)                                 | 21.44                       | 53.83                                        |
| العاصمة                                                   | الخرطوم                     | أسمرة                                        |
| اللغة الرسمية                                             | اللغة العربية، لغة إنجليزية | اللغة التغرينية، اللغة العربية، لغة إنجليزية |
| العملة                                                    | جنيه سوداني                 | ناكفا                                        |
| الناتج المحلي الإجمالي (بليون دولار)                      | 117.49 مليار                | 2.61 مليار                                   |
| الناتج المحلي الإجمالي (تعادل القوة الشرائية) بليون دولار | 176.55 مليار                |                                              |
| الناتج المحلي الإجمالي الاسمي للفرد دولار أمريكي          | 2.41 ألف                    |                                              |
| الناتج المحلي الإجمالي للفرد دولار أمريكي                 | 4.07 ألف                    |                                              |
| مؤشر التنمية البشرية                                      | 0.479                       | 0.391                                        |
| رمز المكالمات الدولي                                      | +249                        | +291                                         |
| رمز الإنترنت                                              | سودان                       | .er                                          |
| المنطقة الزمنية                                           | ت ع م+03:00، ت ع م+02:00    | ت ع م+03:00                                  |

## مدن متوأمة
في ما يلي قائمة باتفاقيات التوأمة بين مدن سودانية وإريترية:
- ترتبط الخرطوم مع أسمرة باتفاقية توأمة منذ 1993.

## منظمات دولية مشتركة
يشترك البلدان في عضوية مجموعة من المنظمات الدولية، منها:
| علم المنظمة | اسم المنظمة                                 | تاريخ انضمام السودان | تاريخ انضمام إريتريا |
| ----------- | ------------------------------------------- | -------------------- | -------------------- |
|             | مؤسسة التمويل الدولية                       | 21 أكتوبر 1960       | 11 أكتوبر 1995       |
|             | منظمة حظر الأسلحة الكيميائية                | ?                    | ?                    |
|             | البنك الإفريقي للتنمية                      | ?                    | ?                    |
|             | يونسكو                                      | 26 نوفمبر 1956       | 2 سبتمبر 1993        |
|             | الأمم المتحدة                               | 12 نوفمبر 1956       | 28 مايو 1993         |
|             | الاتحاد الدولي للاتصالات                    | 23 أكتوبر 1957       | 6 أغسطس 1993         |
|             | منظمة الشرطة الجنائية الدولية               | ?                    | ?                    |
|             | البنك الدولي للإنشاء والتعمير               | 5 سبتمبر 1957        | 6 يوليو 1994         |
|             | الاتحاد البريدي العالمي                     | ?                    | ?                    |
|             | مؤسسة التنمية الدولية                       | 24 سبتمبر 1960       | 6 يوليو 1994         |
|             | الاتحاد الأفريقي                            | ?                    | ?                    |
|             | وكالة ضمان الاستثمار متعدد الأطراف          | 7 نوفمبر 1991        | 10 سبتمبر 1996       |
|             | مجموعة دول أفريقيا والكاريبي والمحيط الهادئ | ?                    | ?                    |

## وصلات خارجية
- موقع وزارة الخارجية السودانية